# Ziegelbarsche
Die Ziegelbarsche (Latilidae; Syn.: Branchiostegidae) sind eine Familie barschverwandter Meeresfische, die im westlichen Indopazifik und im Roten Meer, sowie mit wenigen Arten auch im westlichen Atlantik vorkommt. Die Fische leben vor allem über dem Schelf der Kontinente und Inseln. Die Ziegelbarsche galten ursprünglich als Unterfamilie der Torpedobarsche (Malacanthidae), werden seit 2020 (Eschmeyer’s Catalog of Fishes) bzw. 2021 (Fishbase) aber als eigenständige Familie angesehen.

## Merkmale
Ziegelbarsche haben eine langgestreckten, seitlich stark abgeflachten Körper, dessen Höhe ca. 22 bis 30 % der Standardlänge beträgt. Die Kopflänge liegt bei 24 bis 33 % der Standardlänge, die Kopfhöhe beträgt 82 bis 108 % der Kopflänge. Sie sind hochrückiger als die Torpedobarsche (Malacanthidae), ihr Kopfprofil ist rund oder eckig. Durch den bei einigen Arten eckigen Kopf wirken die Fische fast quaderförmig. Die Augen sind groß. Ihr Durchmesser liegt bei 20 bis 37 %, in den meisten Fällen bei 24 bis 30 % der Kopflänge. Der größte Teil des Rumpfes ist mit kleinen Kammschuppen bedeckt, die in Hauttaschen sitzen; die Kopfschuppen sind zum größten Teil Rundschuppen. Rücken- und Afterflosse sind lang und durchgehend. Die Basen von Rücken- und Afterflosse haben zusammen eine Länge von 80 bis 97 % der Standardlänge, bei den meisten Arten liegt diese Länge bei weniger als 90 % der Standardlänge. Vor der Rückenflosse haben einige Arten einen leicht erhöhten Knochenkamm. Die Schwanzflosse ist abgerundet, schließt gerade ab oder ist leicht gegabelt, niemals aber tief gegabelt oder leierförmig. Manchmal sind die Spitzen verlängert. Das Maul ist endständig oder leicht unterständig. An jeder Unterkieferseite befinden sich fünf, seltener vier Sinnesporen. Die Maulspalte steht leicht schräg und reicht nach hinten bis unter die hintere Nasenöffnung oder bis unter den hinteren Pupillenrand. Die Kiefermuskulatur ist komplex und die Adduktoren können in fünf Gruppen unterteilt werden. Das Präoperculum ist oberhalb des Winkels und etwas darunter leicht gesägt. Am Winkel trägt es keinen vergrößerten Stachel. Auf dem Kiemendeckel befindet sich ein einzelner, weicher und stumpfer Stachel.
- Flossenformel: Dorsale VI–X/14–27, Anale I–II/11–26, Caudale 17.
- Schuppenformel SL 47–51 (67–72 bei B. serratus) / 6–11;16–31
- Kiemenreusenstrahlen: 18–24.
- Wirbel: 10+14.

## Lebensweise
Ziegelbarsche leben meist in größeren Tiefen als die Torpedobarsche, werden üblicherweise in Tiefen von 60 bis 200 Metern gefangen, kommen aber auch in Tiefen bis 600 Metern vor. Sie leben dort über sandigen, schlammigen oder gemischten Böden, oft auch mit vielen Muschelschalen, und ernähren sich vor allem von Wirbellosen (Weichtiere, Borstenwürmer, Garnelen, kleine Kopffüßer und kleine Krabben), sowie hin und wieder auch von kleinen Fischen. Im Unterschied zu den Torpedobarsche bauen sie keine Geröllhaufen oder Wohnröhren als Unterschlupf. Die Larven leben pelagisch und haben auf dem Kopf Stacheln und gesägte Knochengrate sowie Stacheln auf den Schuppen, aber keine verlängerten Flossenstrahlen. Diese Merkmale verschwinden mit der Metamorphose zum Jungfisch und dem Übergang zu einer bentopelagischen Lebensweise.
Im Ostchinesischen und Südchinesischen Meer haben die Ziegelbarsche eine gewisse Bedeutung in der Fischerei und werden mit Langleinen oder Netzen gefangen.

## Gattungen und Arten

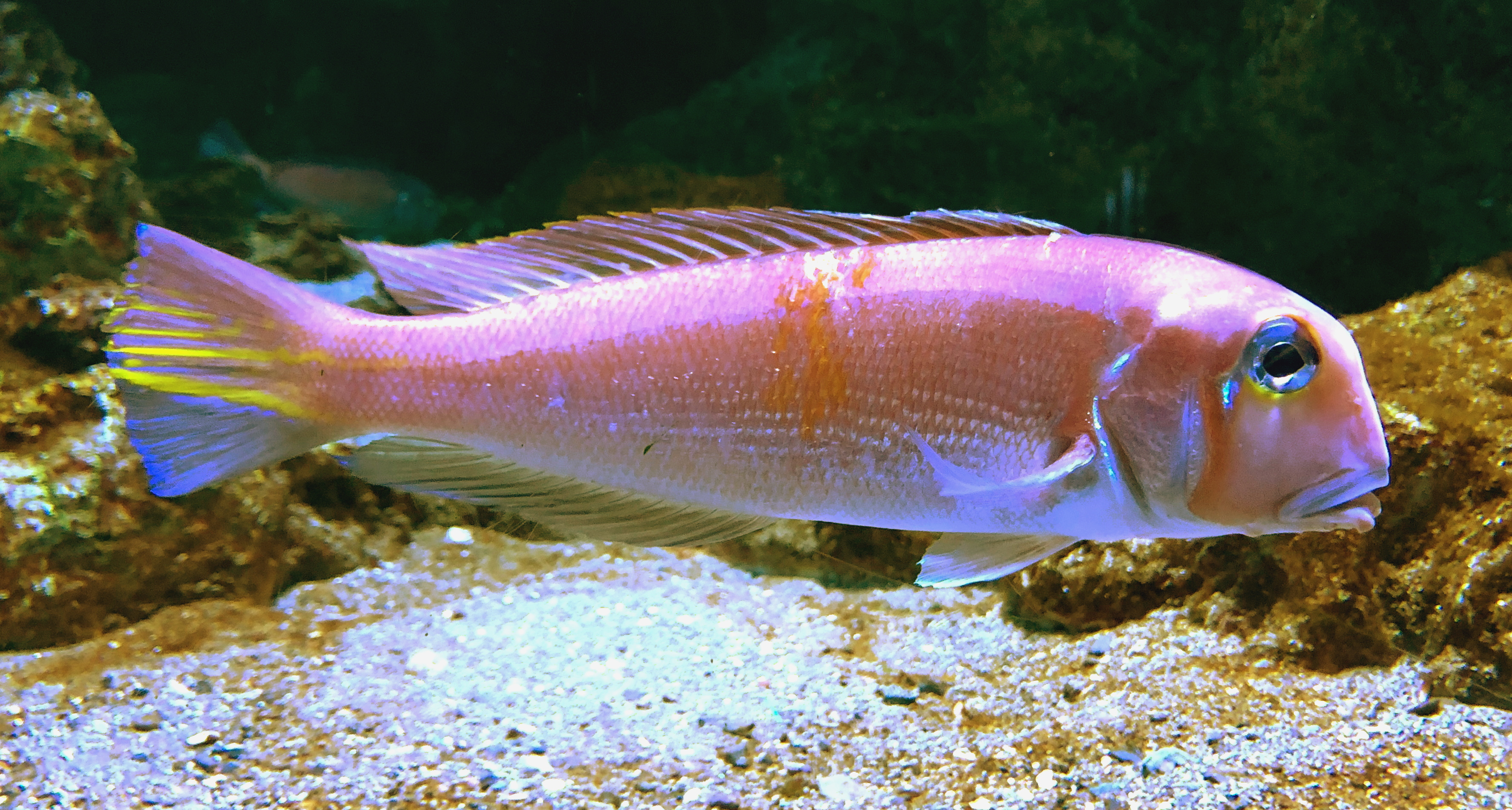
Branchiostegus japonicus

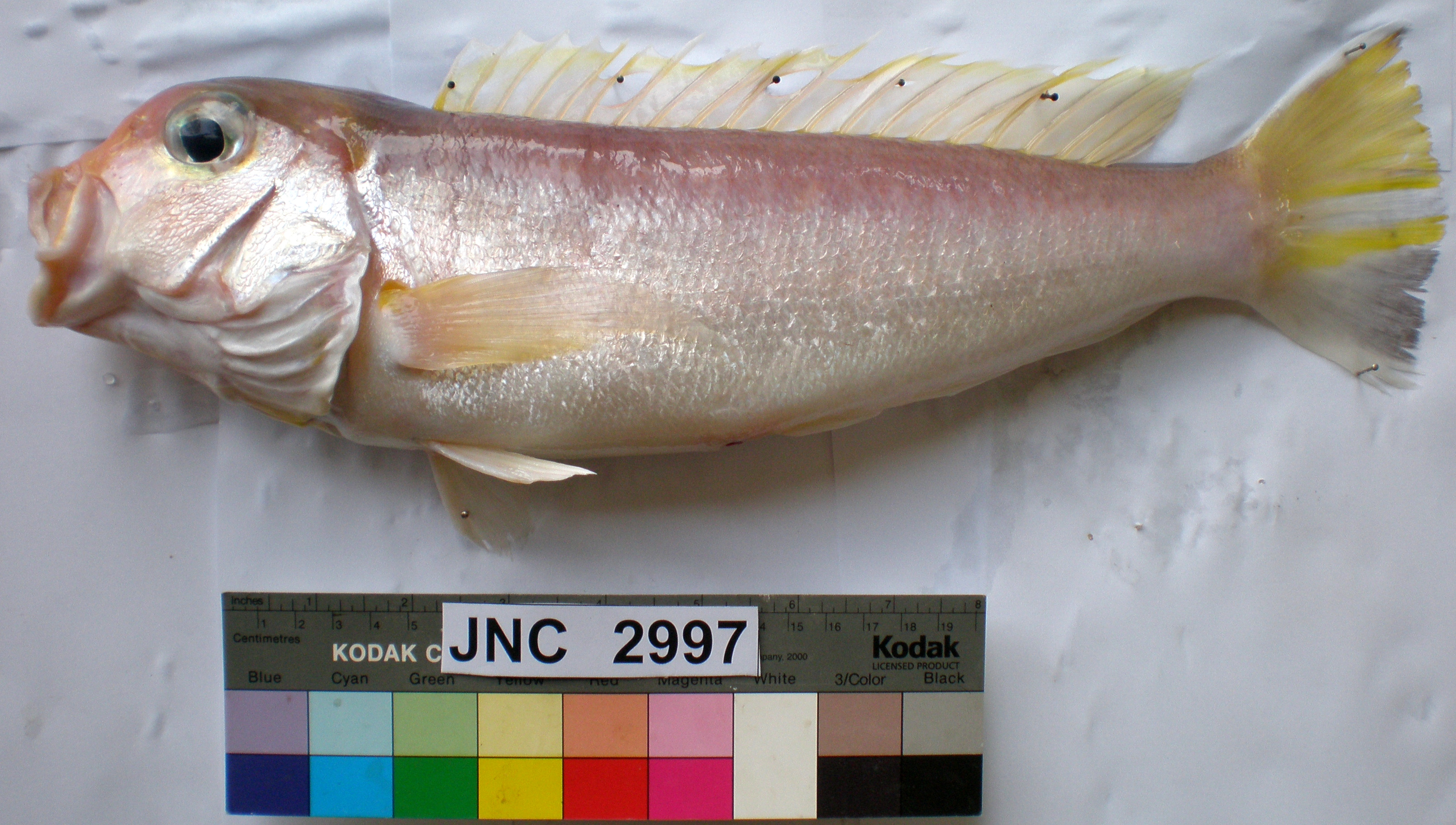
Branchiostegus wardi

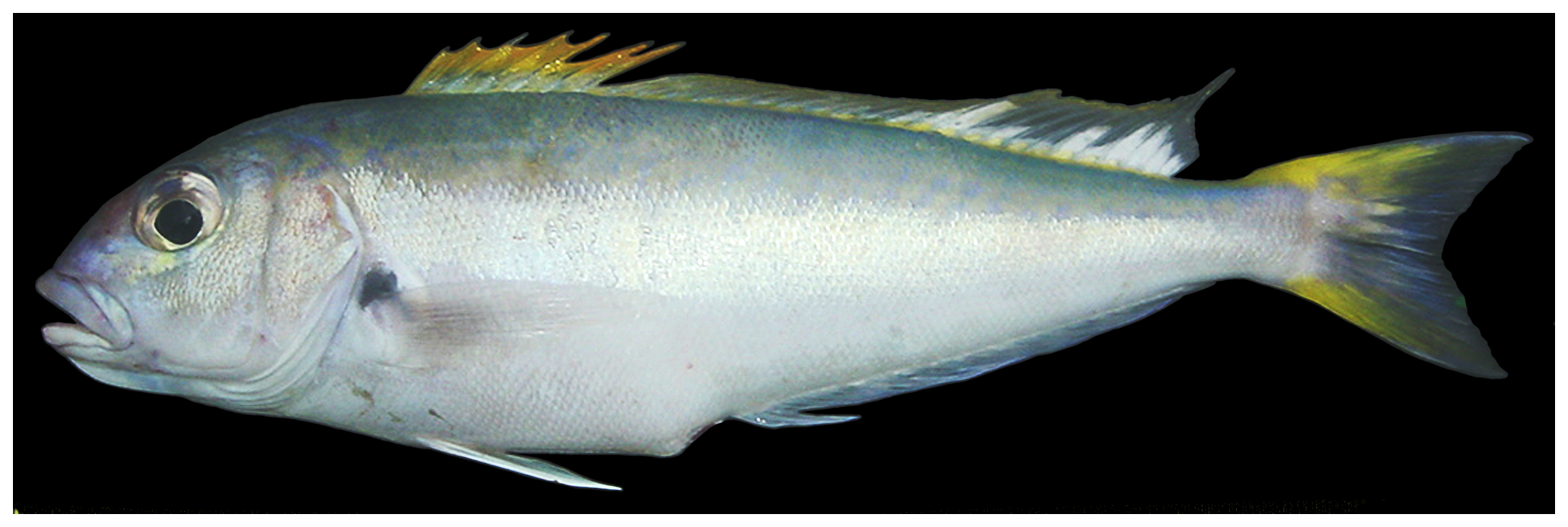
Caulolatilus cyanops

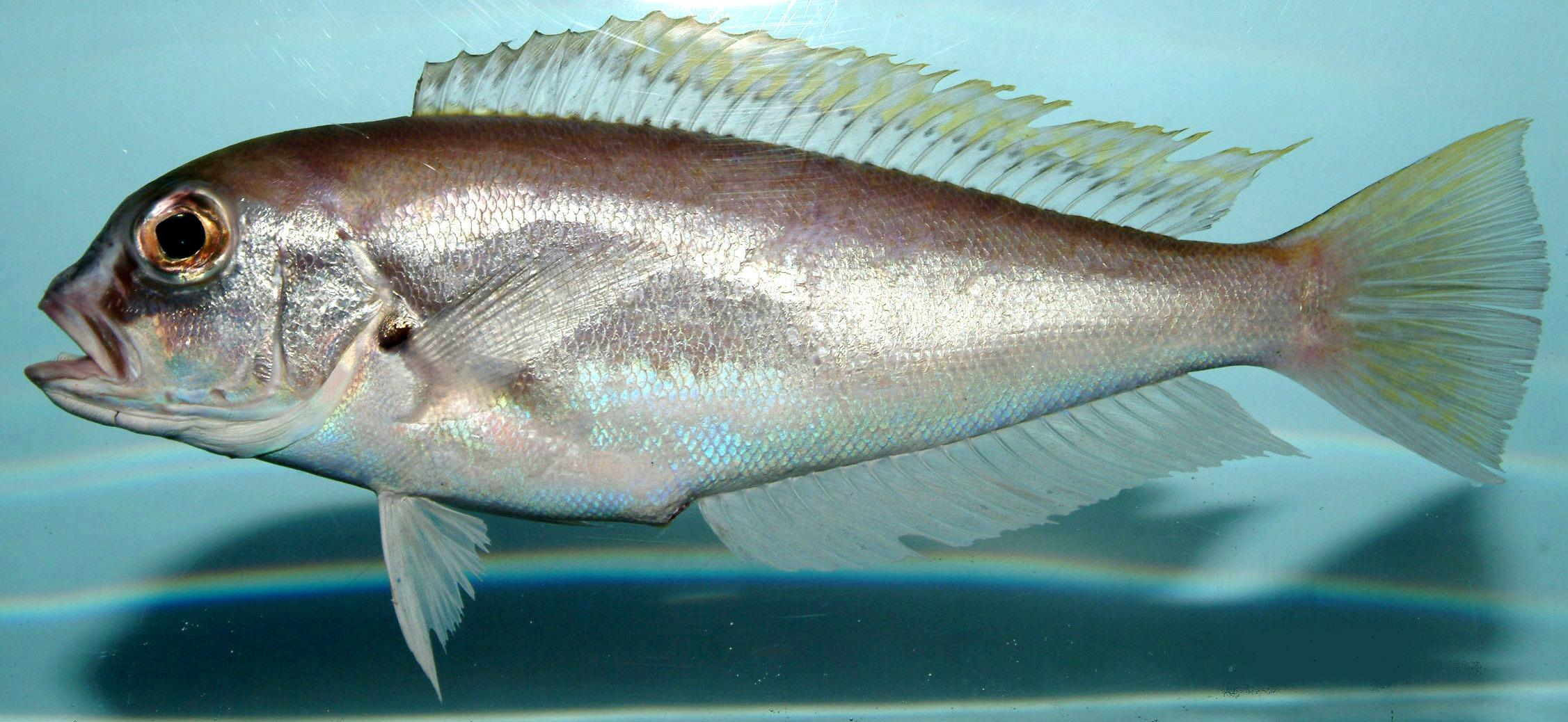
Caulolatilus intermedius

Es gibt drei Gattungen und 30 Arten:
- Gattung Branchiostegus
  - Branchiostegus albus Dooley, 1978
  - Branchiostegus argentatus (Cuvier, 1830)
  - Branchiostegus auratus (Kishinouye, 1907)
  - Branchiostegus australiensis Dooley & Kailola, 1988
  - Branchiostegus biendong Hiramatsu, Vinh & Endo, 2019
  - Branchiostegus doliatus (Cuvier, 1830)
  - Branchiostegus gloerfelti Dooley & Kailola, 1988
  - Branchiostegus hedlandensis Dooley & Kailola, 1988
  - Branchiostegus ilocanus Herre, 1928
  - Branchiostegus japonicus (Houttuyn, 1782)
  - Branchiostegus okinawaensis
  - Branchiostegus paxtoni Dooley & Kailola, 1988
  - Branchiostegus sawakinensis Amirthalingam, 1969
  - Branchiostegus semifasciatus (Norman, 1931)
  - Branchiostegus serratus Dooley & Paxton, 1975
  - Branchiostegus vittatus Herre, 1926
  - Branchiostegus wardi Whitley, 1932
- Gattung Caulolatilus Hiramatsu & Yoshino, 2012
  - Caulolatilus affinis Gill, 1865
  - Caulolatilus bermudensis Dooley, 1981
  - Caulolatilus chrysops (Valenciennes, 1833)
  - Caulolatilus cyanops Poey, 1866
  - Caulolatilus dooleyi Berry, 1978
  - Caulolatilus guppyi Beebe & Tee-Van, 1937
  - Caulolatilus hubbsi Dooley, 1978
  - Caulolatilus intermedius Howell Rivero, 1936
  - Caulolatilus microps Goode & Bean, 1878
  - Caulolatilus princeps (Jenyns, 1840)
  - Caulolatilus williamsi Dooley & Berry, 1977
- Gattung Lopholatilus
  - Ziegelbarsch (Lopholatilus chamaeleonticeps) Goode & Bean, 1879
  - Lopholatilus villarii Miranda-Ribeiro, 1915